# Cilniana
Cilniana fue una ciudad hispanorromana del siglo I d. C. del Conventus Gaditanus de la provincia Bética, en Hispania. Estaba situada en la Vía Aurelia que comunicaba Malaca con Gades siguiendo la línea de la costa a través de Carteia, en el estrecho de Gibraltar. Según algunos autores, Cilniana se encontraría situada junto al flumen Salduba (actual Guadalmansa), en el término municipal de Estepona, aunque otros autores la sitúan en Marbella.
Cilniana habría sido un importante centro de producción de garo.